# Pitta nympha
La pita ninfa (Pitta nympha) es una especie de ave paseriforme de la familia Pittidae que vive en Asia. 

## Distribución y hábitat
Se reproduce en el noreste de Asia, en Japón, Corea del Sur, China continental y Taiwán, en los inviernos migra a Tailandia , principalmente en la isla de Borneo en el este de Malasia, Brunéi, y Kalimantan, en Indonesia.  
Se reproduce en los bosques subtropicales, donde su distribución localizada, sugiere que tiene requerimientos específicos de hábitat. En Japón, se reproduce principalmente en los bosques frondosos de hojas perennes, cerca de la costa, principalmente a menos de 500 m de altitud, aunque la cría se ha registrado en las plantaciones. En Corea del Sur se reproduce en el bosque húmedo y el bosque latifoliado cerca de la costa, hasta 1.200 m de altitud.

## Comportamiento
Busca alimento entre la hojarasca en busca de los invertebrados. Se alimenta de gusanos, arañas, insectos, babosas y caracoles.

## Estado de conservación
Esta ave está clasificada como Vulnerable por BirdLife International, con una población estimada de entre 2.500 y 10.000 aves. Su población va en rápido declive debido a la deforestación en su área de reproducción, principalmente para la agricultura y la madera, a nivel local se adiciona su captura para el comercio de aves.